# Xylella fastidiosa
Xylella fastidiosa is een bacterie uit de klasse van de gammaproteobacteria die is aangetroffen bij honderden houtachtige en kruidachtige gewassen. Bij een aantal soorten leidt dat tot ziekte of afsterven.
De bacterie wordt overgebracht door diverse insecten en bij contact met besmet materiaal. De infectie verspreidt zich via het vaatstelsel door het gewas. De ziekte heeft geen invloed op de gezondheid van de mens.
Deze plantenziekte is eind 19e eeuw ontdekt op wijnstokken in Californië, maar heeft steeds meer soorten en gebieden veroverd, onder andere Europa, waar in 2013 een koudebestendige variëteit actief bleek te zijn.
Bestrijding is zeer moeilijk. De ziekte leidt onder andere tot economische schade bij de teelt van druiven (ziekte van Pierce), olijfbomen (olijfbomenpest) en oleanders en peren. Bij citrusfruit en veel andere gewassen leidt de besmetting niet altijd tot ziekte, maar deze kunnen wel een besmettingsbron vormen.

## Benamingen
Xylella fastidiosa wordt vaak afgekort tot X. fastidiosa en de EPPO-code is XYLEFA. Het geslacht Xylella is monotypisch, zodat de geslachtsnaam ook wel voor de soort wordt gebruikt. De aandoeningen die de bacterie bij zijn gastheren veroorzaakt lijken vaak op elkaar, maar hebben uiteenlopende namen; collectief worden ze wel aangeduid als xylella.

## Leefwijze en overdracht
Xylella fastidiosa leeft uitsluitend in het xyleem, het vatenstelsel dat stoffen van de wortels naar de bladeren transporteert. De sapstroom is opwaarts, maar de ziekte kan zich ook tegenstrooms naar beneden verspreiden. Bij sommige plantensoorten raakt de aanvoer van vocht en voedingsstoffen verstoord, waardoor de planten afsterven.
De bacterie heeft een grote variabiliteit en is daarom wel vergeleken met de griep- en verkoudheidsvirussen.
De ziekte kan op uiteenlopende manieren overspringen tussen planten. Diverse insecten, waaronder dwergcicaden en boomkrekels kunnen als vector (overbrenger) dienen bij het foerageren op de plant. Ook via teeltgoed en door enten kan een plant besmet raken, maar niet via zaaigoed. Xylella fastidiosa overleeft lang in de bodem, zodat nieuwe aanplant in besmet gebied ook gevaar loopt. Toch kan de ziekte soms beheersbaar blijven door combinaties van maatregelen zoals het snoeien van aangetaste plantendelen, het gebruik van insecticiden en het zorgvuldig selecteren van nieuwe aanplant.

## Ondersoorten
Er zijn vier ondersoorten bekend:
- X. fastidiosa ssp. fastidiosa — de type-ondersoort, ten onrechte ook wel aangeduid als Xylella fastidiosa spp. piercei; onder andere veroorzaker van de ziekte van Pierce bij druiven; komt voor in Centraal Amerika, Noord-Amerika en Taiwan, in druiven, citrusplanten, koffiestruiken en amandelbomen.
- Xylella fastidiosa spp. multiplex — heeft waarschijnlijk het grootste scala aan gastheersoorten,[2] ook uit gebieden met een gematigd klimaat, zoals zomereik (Quercus robur), ruwe iep (Ulmus glabra), westerse plataan (Platanus occidentalis) en Amerikaanse eik (Quercus rubra).
- X. fastidiosa spp. pauca — in koffiestruiken, citrus en olijfbomen.
- X. fastidiosa ssp. Sandyi — in oleander in de Verenigde Staten.

## 9a5c-kloon
In juli 2000 werd de volledige genoomsequentie van een Xylella fastidiosa-kloon bekend. Deze 9a5c-kloon kan alle commerciële rassen van de gewone (zoete) sinaasappel infecteren en veroorzaakt op oudere bladeren opvallende lichtgele plekken doordat chlorofyl ontbreekt, wat aangeduid wordt als variëgatie. De ziekte staat bekend als citrus variegated chlorosis en werd in Brazilië in 1987 voor het eerst gesignaleerd. In 1993 bleek dat X. fastidiosa de oorzaak was en in 1996 werden vectoren aangewezen: Dilobopterus costalimai, Acrogonia terminalis en Oncometopia facialis. Het onderzoek werd gefinancierd door de Braziliaanse deelstaat São Paulo.

## Effecten bij planten

### Druiven: ziekte van Pierce
De ziekte van Pierce komt vooral voor in druivensoorten, het meest in Californië. De ziekte verspreidde zich in Californië rond 1880 en opnieuw in de jaren dertig en veertig. Nu is de ziekte ook terug te vinden in Texas en Florida. Ook is ze inmiddels buiten de Verenigde Staten gesignaleerd, over heel Noord- en Zuid-Amerika, en op Taiwan.
De ziekte werd oorspronkelijk verspreid door de dwergcicade Graphocephala atropunctata, maar sinds de jaren negentig ook door Homalodisca vitripennis (voorheen gekend als H. coagulata). Die laatste heeft een veel groter verspreidingsgebied, waardoor de ziekte zich verder kon uitbreiden.
Besmette dwergcicaden leven van het sap in het xyleem en brengen bij het foerageren de ziekte over op het sap. Het blad zal langzaam afsterven en uiteindelijk zal ook de boom na enkele jaren sterven. Voor de Californische wijnboer vormt deze ziekte een groot economisch risico, vooral doordat er geen bestrijdingsmiddelen zijn.

### Het onderzoek van Pierce
De ziekte van Pierce is genoemd naar Newton B. Pierce, die in 1890 en 1891 onderzoek deed naar 'the California vine disease', in opdracht van de Amerikaanse plantenziektekundige dienst. De ziekte was toen al over zijn hoogtepunt, maar hij zag wijngaarden waar alle of bijna alle wijnstokken dood waren. Tien maanden lang deed hij veldwerk in Californië en ook wat laboratoriumwerk. Hij nam daarna vijf maanden onbetaald verlof en maakte op eigen kosten een reis naar Frankrijk, Italië, Sicilië en Algerije, omdat de overheidsregels niet voorzagen in betaling voor dergelijk werk. In Europa onderzocht hij ziekten met vergelijkbare symptomen en had hij contact met een reeks wetenschappers.
Pierce beschikte niet over een microscoop, maar vanwege gelijkenis met xyleem van katoenstruiken die aangetast waren door 'cotton blight', veronderstelde hij een bacteriële oorsprong. De uitwendige symptomen verschilden zo sterk tussen planten dat een geoefend oog nodig was om er dezelfde ziekte in te zien. Uitdroging, verkleuring, misvorming, dwerggroei, afwijkende bladvormen en misvormde, droge vruchten kwamen voor. Oude planten hadden meer last dan jongere en het ene ras was gevoeliger dan het andere. Pierce zag dat wilde wijnstokken groeiden op plaatsen met een betrouwbaar wateraanbod. Deze werden niet of veel minder aangetast werden en hij vroeg zich af of onregelmatige watervoorziening onderdeel was van het probleem, maar zag uiteindelijk geen duidelijk verband.
In vruchtbare grond die los tot zanderig was konden de planten goed wortelen en dit scheen wel bescherming te bieden. Iets dergelijks had hij ook gezien in Europa, waar de druifluis verwoestingen aangericht had: zand of zandig leem hielp. Op andere grondsoorten greep men soms naar systematisch gebruik van het giftige koolstofdisulfide.

### Olijfbomenpest
In Italië is er een soortgelijk probleem sinds september 2013. Daar bedreigt Xylella fastidiosa de olijfbomen. De zogenaamde olijfbomenpest wordt voornamelijk verspreid door de boomkrekel, maar er zijn zeker twaalf andere insecten die de ziekte ook verspreiden. De ziekte komt vooral voor in Zuid-Italië en anno 2015 werden er elf miljoen olijfbomen bedreigd en zou een miljoen bomen besmet zijn, op een totaal van 10 miljoen bomen in het gebied in het zuiden van Puglia.
Sedert 2015 werd de olijfbomenpestbacterie ook buiten Italië aangetroffen: in 2015 in Frankrijk (eerst op Corsica, later op het vasteland), eind 2016 in Duitsland en op de Balearen. Eind juni 2017 werd de olijfbomenpestbacterie aangetroffen in een amandelboomgaard in de Spaanse provincie Alicante. Het Spaanse ministerie van Landbouw was in de hoogste staat van paraatheid. In september 2018 werd een eenmalige besmetting gesignaleerd in West-Vlaanderen, waarschijnlijk als gevolg van de invoer van besmet plantgoed uit Spanje.
In Nederland waarschuwde de Voedsel- en Warenautoriteit in juli 2019 tegen het meebrengen van planten zoals olijf, oleander of lavendel uit Italië, Frankrijk, Spanje of Portugal, om verspreiding van de ziekte in Nederland te voorkomen.
Met satellietbeelden zijn besmette bomen op te sporen nog voor ze zichtbare tekenen van besmetting geven.

#### Bestrijding en controverse
Er is geen remedie bekend tegen de ziekte, dus men concentreert zich vooral op het voorkomen van verspreiding en het vernietigen van overbrengers en van aangetast areaal.
In januari 2014 heeft het Europees voedselagentschap alarm geslagen en zijn er direct maatregelen genomen. De besmette bomen moeten gerooid worden en er moet een bufferzone ingesteld worden. De maatregelen lijken echter maar weinig uit te halen en veel landen, waaronder Frankrijk, hebben reeds een importverbod uit angst voor de ziekte.
Het rooien van de eeuwenoude bomen stuitte op veel plaatselijk protest. Maar ook bij wetenschappers rees twijfel of die algemene vernietiging wel noodzakelijk was. Het Europese rooibevel, dat er zou gekomen zijn op basis van foute – of zelfs malafide – informatie, werd uiteindelijk door het Italiaanse gerecht opgeschort. Sommige wetenschappers zien anderzijds ook een verband met de klimaatverandering, omdat zelfs kleine variaties in het klimaat de bomen kwetsbaarder maken voor infecties.

### Houtachtige en kruidachtige gewassen
Anno 2019 was Xylella fastidiosa bij zo'n driehonderd houtachtige en kruidachtige plantensoorten aangetroffen, waaronder uiteenlopende landbouwgewassen. Behalve bij druiven, olijven en citrusbomen heeft de bacterie vooral onder oleanders een vernietigende werking. In Taiwan werd de perenteelt getroffen.
Bij uiteenlopende andere soorten, waaronder fruitbomen, rozemarijn en luzerne, komt de bacterie eveneens voor. Terwijl deze symptoomarme of symptoomloze dragers daar weinig schade van ondervinden, vormen ze wel een reservoir vanwaaruit de bacterie kan overspringen naar kwetsbare gewassen. Koffieplanten worden vaak niet ziek, maar in Costa Rica werden ze wel aangetast. Er is gespeculeerd dat symptoomloze koffiestruiken de bacterie in Europa verspreid hebben.